# Hendrikschool

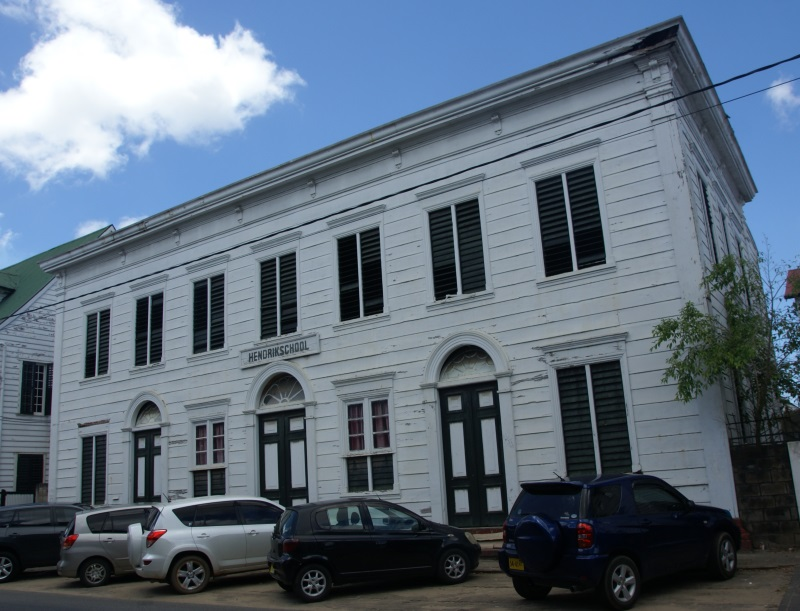
De Hendrikschool aan de Henck Arronstraat in Paramaribo.

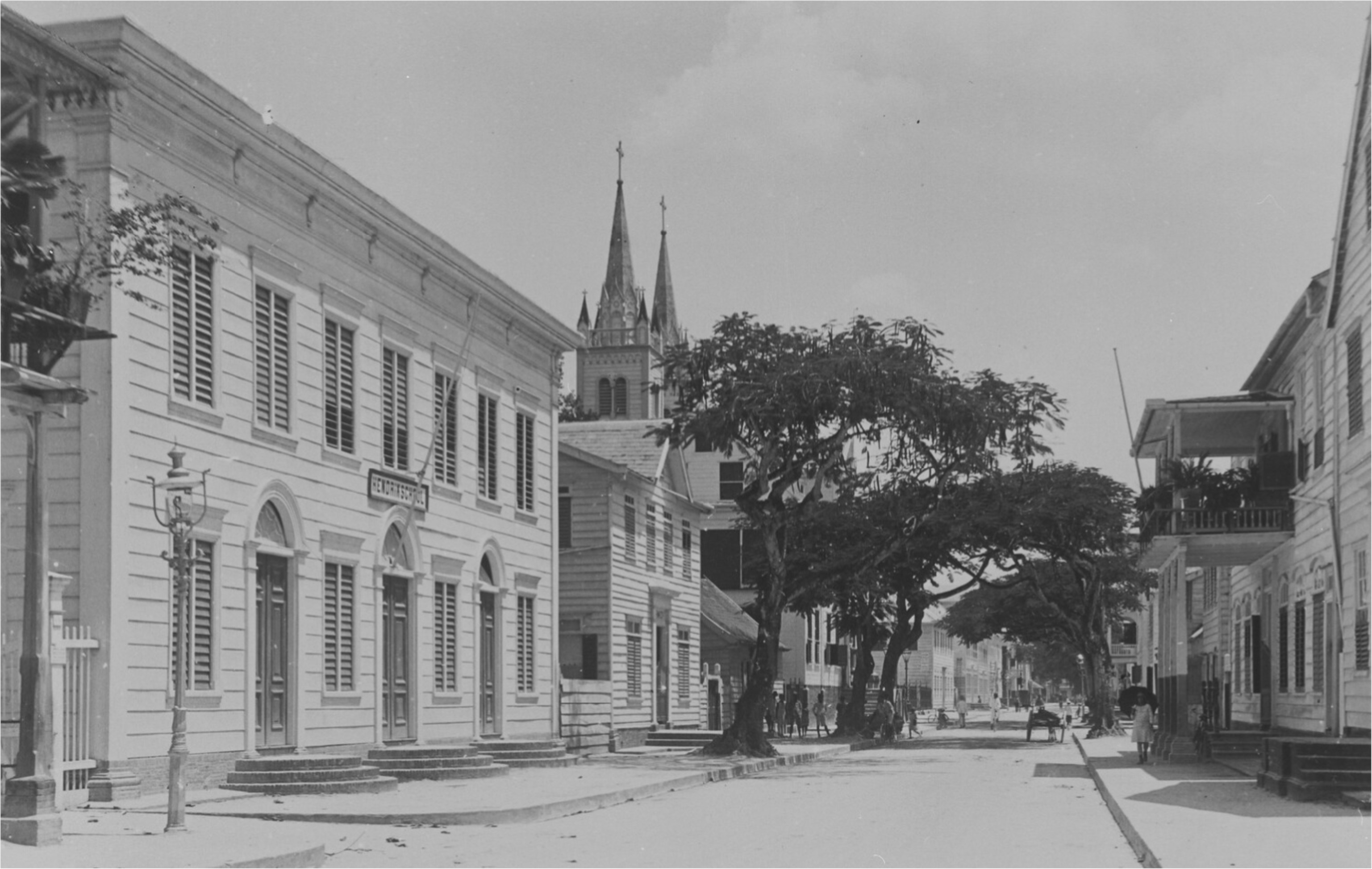
aan de linkerkant de Hendrikschool in de eerste helft van de 20e eeuw.

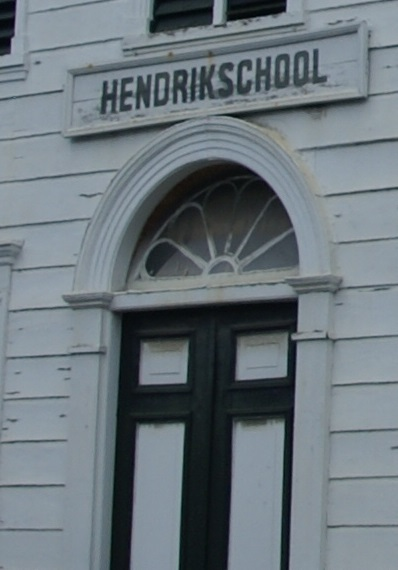
Detail van de middelste deur met bovenlicht en naambord van de school.

De Hendrikschool is een (M)ULO-school uit 1887, gelegen aan de Henck Arronstraat 34 te Paramaribo, Suriname. Dit gebouw is onderdeel van de historische binnenstad van Paramaribo, die sinds 2002 door UNESCO aan de Werelderfgoedlijst is toegevoegd.

## Geschiedenis
De openbare school werd opgericht in 1887 op initiatief van dr. Herman Benjamins door het samengaan van drie particuliere scholen. De school werd geopend door gouverneur Hendrik Jan Smidt op 8 november 1887. De eerste directeur van de school werd J.J. Heilbron.
Bij resolutie van 2 september 1903 werd besloten de school naar hem Openbare Hendrikschool te noemen.
De school was een (M)ULO voor jongens en meisjes.
Dit was toen de hoogste opleiding van Suriname. De reputatie van deze school was uitstekend.
Onder de leerlingen van de Hendrikschool bevonden zich onder andere dokter Sophie Redmond (1907-1955), de gouverneur en president Johan Ferrier (1910-2010), componiste en pianiste Majoie Hajary (1921-2017), vakbondsleider en politicus Wim Bos Verschuur (1904-1985) en de kunstenaar Erwin de Vries (1929-2018).

## Bouw
Het hoofdgebouw van de Hendrikschool is vermoedelijk in 1887 nieuw gebouwd aan de toenmalige Gravenstraat. Het gebouw was voor die tijd modern opgezet. Het pand, dat zeven traveeën breed en drie traveeën diep is, heeft een hoog geprofileerde kroonlijst, waarachter zich een plat dak lijkt te bevinden, dat echter een zinkplaatdak op afschot is - te zien vanaf de achterzijde van het pand. Het gebruik van gegalvaniseerde (golf)platen als dakbedekking raakte vanaf de jaren zeventig in de 19e eeuw in zwang.
Het hoofdgebouw is symmetrisch gebouwd en heeft geen schaduwgevende dakoverstekken. Er zijn drie voordeuren aan de straatzijde met bovenlichten. De functie van de drie deuren is onbekend, maar het kan zijn dat dit verwijst naar het feit dat de school begon uit een samenvoeging van drie bestaande scholen. Aan de achterzijde bevindt zich een achtergalerij die op de begane grond open is en dicht op de verdieping. In het midden bevindt zich een bordestrap.
Het gebouw heeft twee bouwlagen van elk vier meter hoog. Op de onderste bouwlaag zijn drie vertrekken aanwezig, op de bovenste twee. 
Dit hoofdgebouw bevatte oorspronkelijk de kraamzaal. Vanaf 1969 werd het pand niet meer gebruikt als lesruimte met uitzondering van het tekenlokaal, maar is in gebruik door de directie en de administratie. Ook de aula bevindt zich hier. Op de verdieping zit de bibliotheek en de tekenzaal, die waarschijnlijk gezien een aanwezig podium ooit gebruikt is voor opvoeringen en voorstellingen.
Het perceel loopt van de straat door naar de Sommeldijckse Kreek. Op het erf achter het hoofdgebouw bevinden zich de gebouwen met de klaslokalen. Deze gebouwen zijn voorzien van enorme daken en brede omgaande galerijen met luifels. De bebouwing is zo open mogelijk, om de wind de ruimte zoveel mogelijk te laten koelen. Deze gebouwen werden aangeduid als eerste en tweede schoolgebouw of als midden- en achtergebouw. In het eerstgenoemde pand zaten de 1e en 2e klassen; in het laatstgenoemde pand de 3e en 4e klassen. Het bijna geheel symmetrische tweede schoolgebouw werd in 1913 gerealiseerd als geschenk bij het 25-jarig jubileum in 1912. In de jaren veertig van de 20e eeuw kreeg het eerste schoolgebouw leslokalen op de verdieping.
Naast deze schoolgebouwen staan er nog een huidige en voormalige conciërgewoning op het terrein, die later werd gebruikt als kleine bibliotheek, en een oude en een nieuwe gymzaal.